# Leptodactylus podicipinus
Espèce
Synonymes
- Cystignathus podicipinus Cope, 1862
- Leptodactylus nattereri Lutz, 1926

Statut de conservation UICN

 LC  : Préoccupation mineure
Leptodactylus podicipinus est une espèce d'amphibiens de la famille des Leptodactylidae.

## Répartition
Cette espèce se rencontre jusqu'à 1 000 m d'altitude, :
- au Paraguay ;
- dans le nord de l'Argentine ;
- dans le nord-est de la Bolivie ;
- dans le centre et le Sud du Brésil ;
- dans le nord de l'Uruguay.

## Galerie

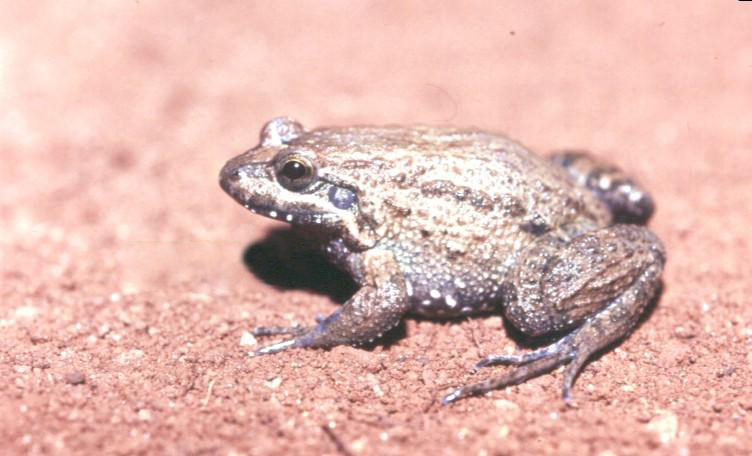
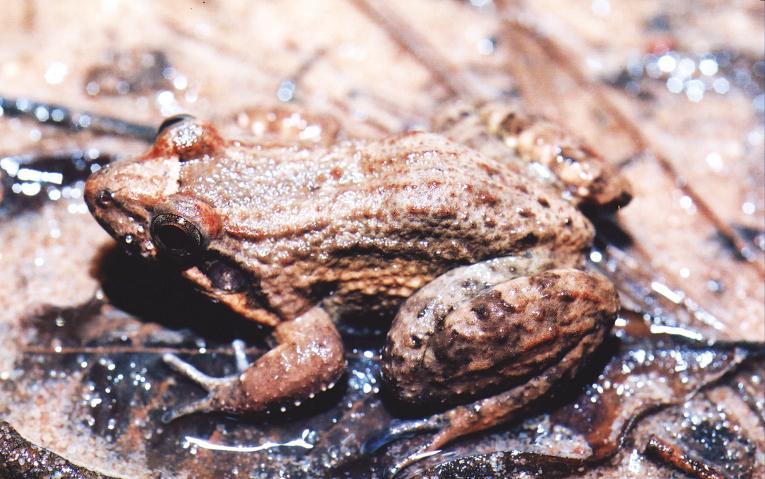
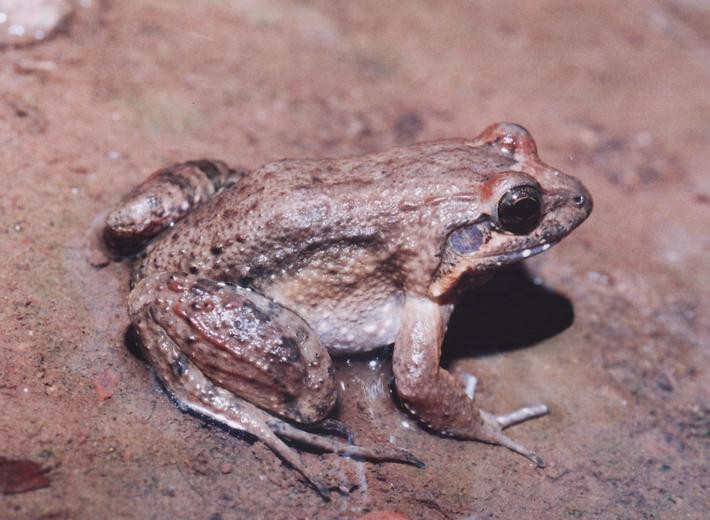
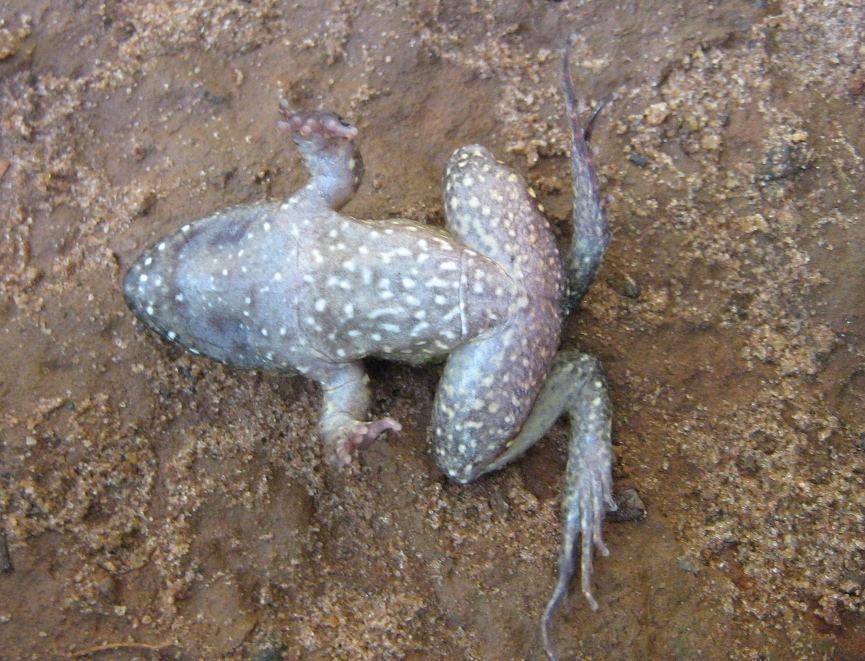

## Étymologie
Le nom spécifique podicipinus vient du grec podicus, appartenant à un pied, et de pinos, la saleté, en référence à l'aspect de cette espèce.

## Publication originale
- Cope, 1862 : On some new and little known American Anura. Proceedings of the Academy of Natural Sciences of Philadelphia, vol. 14, p. 151–159 (texte intégral).